# 大博尤鄉
47°24′N 23°35′E / 47.400°N 23.583°E
大博尤鄉（羅馬尼亞語：Comuna Boiu Mare, Maramureș），是羅馬尼亞的鄉份，位於該國西北部，由馬拉穆列什縣負責管轄，面積69平方公里，海拔高度348米，2007年人口1,195，人口密度每平方公里17人。